# Бретах (приток на Кохер)
Бретах (на немски: Brettach) е 42,1 km дълга река, ляв приток на Кохер, в северен Баден-Вюртемберг, Германия.
През Средновековието на нея е наречено гауграфството Бретахгау.